# 伯佐蒙
伯佐蒙（法語：Bezaumont，法語發音：[bəzomɔ̃]）是法国默尔特-摩泽尔省的一个市镇，属于南锡区。

## 地理
伯佐蒙（48°51'11"N, 6°6'40"E）面积4.26 平方千米，位于法国大東部大區默尔特-摩泽尔省，该省份为法国东北部内陆省份，是洛林的一部分，北邻比利时、卢森堡，北起顺时针与摩泽尔省、下莱茵省、孚日省和默兹省接壤。
与伯佐蒙接壤的市镇（或旧市镇、城区）包括：摩泽尔河畔欧特勒维尔、迪约卢阿尔、卢瓦西、圣热纳维耶夫、维尔欧瓦勒。

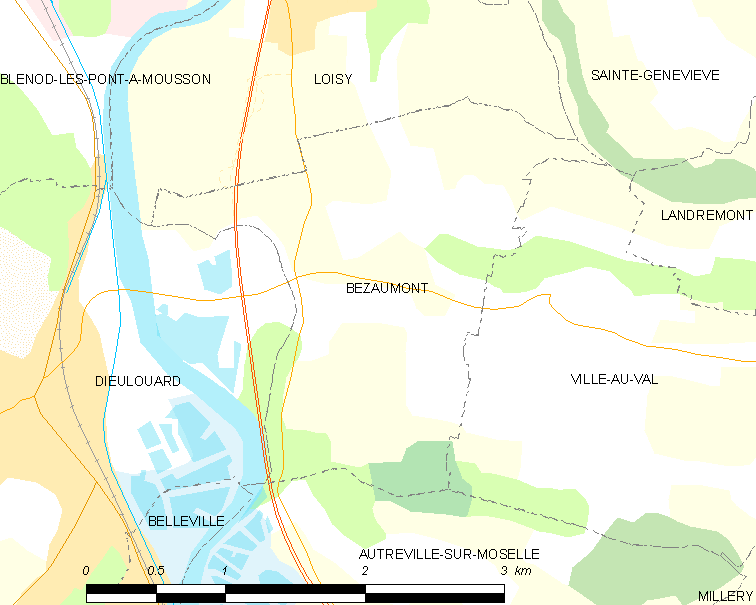
伯佐蒙的OSM定位图

伯佐蒙的时区为UTC+01:00、UTC+02:00（夏令时）。

## 行政
伯佐蒙的邮政编码为54380，INSEE市镇编码为54072。

## 政治
伯佐蒙所属的省级选区为塞耶-默尔特河间县。

## 人口

1962-2008年间伯佐蒙人口变化图示

伯佐蒙于2022年1月1日时的人口数量为259人。